# Dinkowie

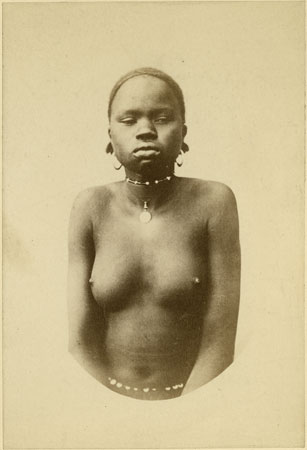
Dziewczyna z ludu Dinka (koniec XIX wieku)

Dinkowie, Dinka – afrykańskie plemię zamieszkujące Sudan Południowy, odłam Nilotów .
Liczbę Dinków szacuje się na ok. 2,9 mln (dane z końca XX wieku) . Język dinka należy do rodziny nilo-saharyjskiej, a w jej obrębie do zachodniego odłamu nilotyckiej gałęzi języków wschodniosudańskich.
Tradycyjne wierzenia tego ludu obejmowały przede wszystkim kult przodków i boga Nhialika, jednak współcześnie większość Dinków wyznaje chrześcijaństwo i islam, a tylko część z nich pozostała przy wierzeniach tradycyjnych .
Ważną rolę w życiu i gospodarce Dinków odgrywa hodowla bydła. Mężczyźni zajmują się głównie pasterstwem, kobiety zaś – rolnictwem, co wymaga u nich półosiadłego trybu życia (wędrówki Dinków uzależnione są od pór roku) .
Pod względem społecznym Dinkowie zorganizowani są w rody patrylinearne oraz w grupy wiekowe o charakterze militarnym; plemię dzieli się dalej na nieduże jednostki autonomiczne .

## Znani przedstawiciele
- Manute Bol – koszykarz
- John Garang – pierwszy prezydent rządu Sudanu Południowego
- Alek Wek – modelka